# Zhao Haijuan
Zhao Haijuan (em chinês:  趙 海娟; nascida em 11 de maio de 1971) é uma ex-ciclista olímpica chinesa. Haijuan representou o seu país durante os Jogos Olímpicos de Verão de 1996 na prova de corrida em estrada, em Atlanta.